# Cristina l'Ammirabile
Cristina l'Ammirabile, o la Mirabile (Sint-Truiden, 1150 – Sint-Truiden, 24 luglio 1224) è stata una mistica belga; è oggetto di culto per i cattolici nonostante esso non sia ufficialmente riconosciuto dalla Chiesa. È nota, secondo la tradizione, per aver compiuto una serie di gesti soprannaturali, in particolare episodi di levitazione. Non sembra aver fatto parte delle comunità di beghine esistenti all'epoca; era invece più probabilmente una pia donna che viveva isolata, situazione relativamente frequente all'inizio del XIII secolo.

## Biografia

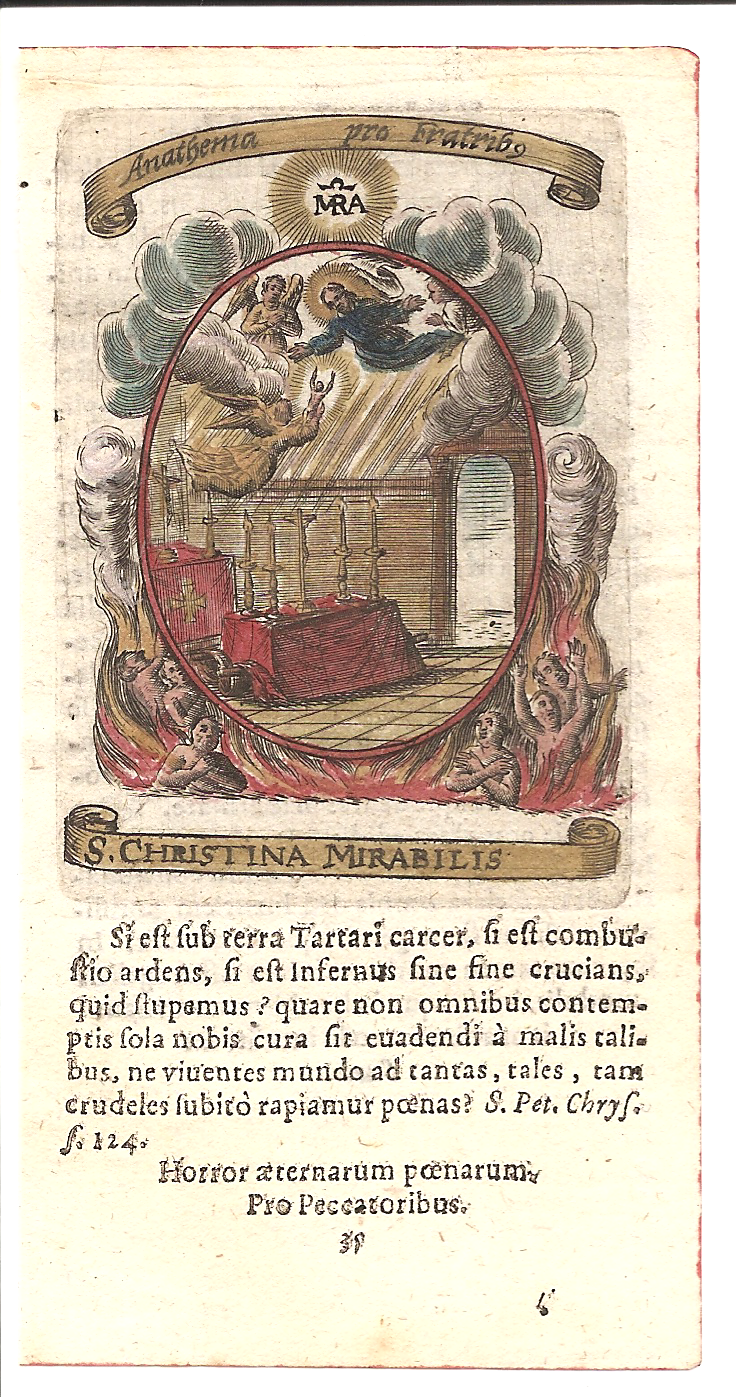
Illustrazione raffigurante Cristina l'Ammirabile nei Fasti Mariani del 1630

L'agiografia di Cristina venne scritta da Tommaso di Cantimpré otto anni dopo la sua morte, intorno al 1232, basandosi sui racconti di coloro che l'avevano conosciuta; malgrado certe parti riflettano quanto testimoniato da Jacques de Vitry, che la incontrò personalmente e che ne scrisse nella sua Vita di Maria d'Oignies, il valore storico degli scritti di Tommaso è dubbio. 
Secondo i racconti, Cristina rimase orfana di entrambi i genitori da piccola, e venne cresciuta dalle due sorelle maggiori, lavorando come pastorella. A vent'anni circa ebbe un episodio di crisi epilettica tanto grave da finire in catalessi, ed essere scambiata per morta; venne quindi celebrato il suo funerale, ma durante la cerimonia si svegliò e levitò fino al soffitto della chiesa: quando il sacerdote le ordinò di scendere, Cristina discese sull'altare e affermò di aver visto l'Inferno, il Purgatorio e il Paradiso e di aver deciso di tornare sulla terra per pregare per le anime in Purgatorio. 
Dopo ciò, lasciò casa per spostarsi verso la zona più centrale della diocesi di Liegi, e dedicò la sua vita alla penitenza in nome di Dio, vivendo in maniera estremamente povera perfino per l'epoca (dormendo sui sassi, indossando stracci, mendicando e mangiando il disponibile) e rifuggendo le altre persone; sospettata di possessione demoniaca, venne incarcerata. Una volta liberata, cominciò a dar mostra di tutta una serie di comportamenti strani e abilità soprannaturali (dal carattere, in realtà, piuttosto morboso): ad esempio, si gettava nel fuoco o lo maneggiava, d'inverno s'immergeva per ore nell'acqua gelata, si faceva trascinare sott'acqua dalla ruota di un mulino sempre senza riportare alcun tipo di danno, oppure si rinchiudeva per lunghi periodi nelle tombe. Aveva frequenti estasi durante le quali cantava in latino (lingua che non aveva mai imparato) con voce angelica, o affermava di aver guidato le anime delle persone appena defunte al Purgatorio, e quelle del Purgatorio al Paradiso; inoltre, affermava di non poter sopportare la vicinanza di altre persone perché poteva sentire l'odore orribile del loro peccato e, per evitarle, si arrampicava su alberi o edifici, si nascondeva in forni o armadi o addirittura levitava in alto. Venne imprigionata una seconda volta e, quando fu liberata, si comportò più moderatamente, mendicando, pregando e profetizzando.

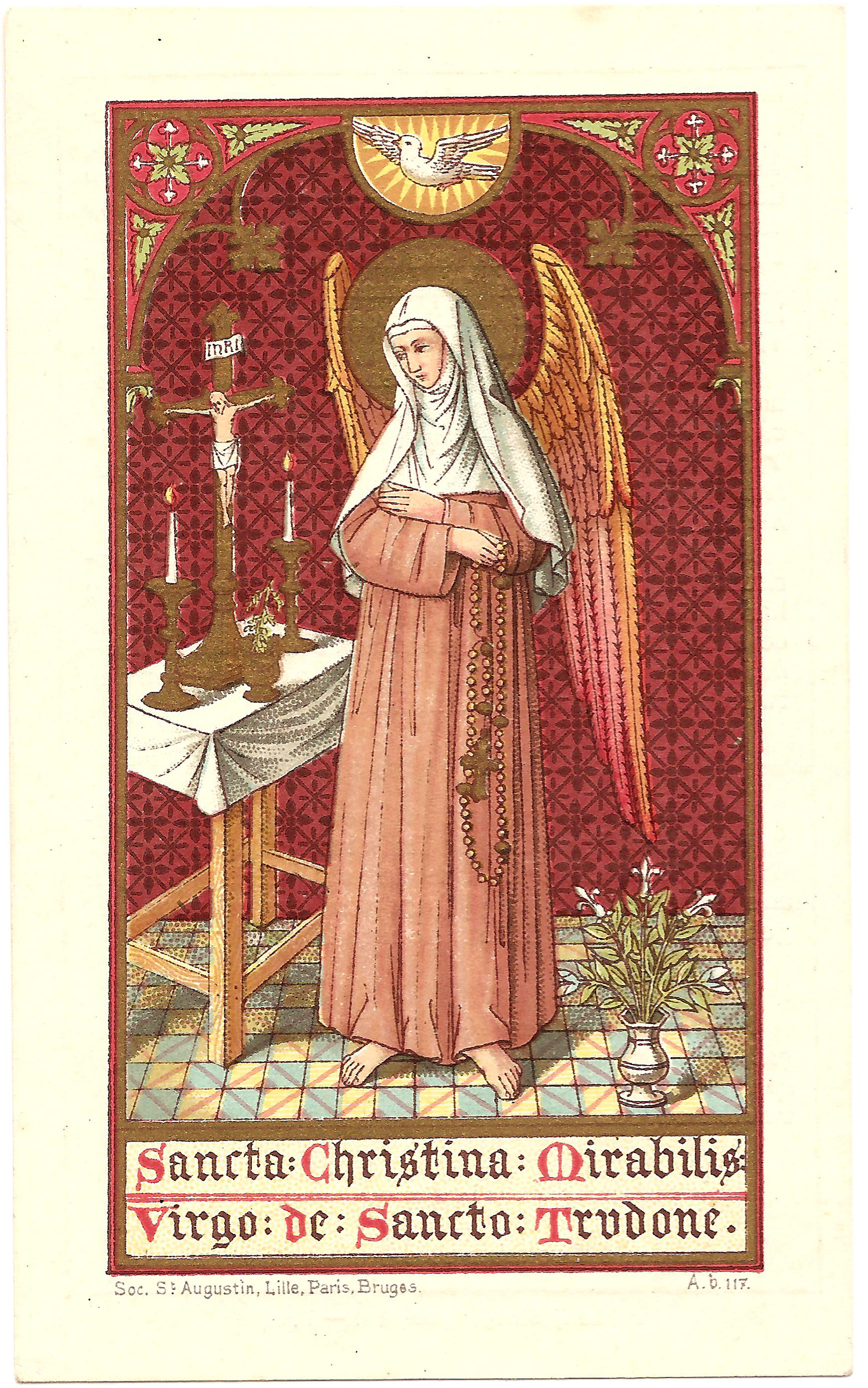
Santino di Cristina del 1892

Durante questi periodi, Cristina visse in diversi luoghi; frequentava abitualmente la corte di Luigi II, conte di Loon, e per nove anni visse come reclusa presso la chiesa di Borgloon, assieme ad un'altra monaca di nome Jutta. Era inoltre molto vicina alle suore del convento benedettino di Santa Caterina, fuori da Sint-Truiden, e proprio lì morì il 24 luglio 1224. Le opinioni su di lei erano diverse già fra i suoi contemporanei, e mentre alcuni la consideravano una santa donna toccata da Dio, per altri era posseduta dal demonio o semplicemente pazza; la priora del convento di Santa Caterina affermò che, per quanto bizzarro fosse il suo comportamento, Cristina aveva sempre obbedito completamente agli ordini che le aveva dato. Era inoltre tenuta in buona considerazione da Maria d'Oignies e da santa Lutgarda, la quale si unì all'ordine cistercense proprio su consiglio di Cristina.

## Culto e interpretazioni
Pur non essendo mai stata ufficialmente beatificata né tantomeno canonizzata, viene variamente citata come santa o come beata; la Chiesa cattolica ne permette comunque la venerazione, ed è considerata patrona contro la pazzia e le malattie mentali, e dei lavoratori legati alla sanità mentale. Le sue reliquie si trovavano in origine a Nonnemielen, mentre poi vennero preservate nella chiesa dei Redentoristi di Sint-Truiden.
Mentre per alcuni la Vita di Cristina è un esempio di superstizione medievale credulona, la storica Barbara Newman trova che ci sia motivo di capire il comportamento di Cristina in termini di isteria.
Lo storico Sylvain Piron ha recentemente proposto un'interpretazione più benevola della vita di Cristina.